# Нідерзайн
Нідерзайн (нім. Niedersayn) — громада в Німеччині, розташована в землі Рейнланд-Пфальц. Входить до складу району Вестервальд. Складова частина об'єднання громад Віргес.
Площа — 2,82 км2. Населення становить 168 ос. (станом на 31 грудня 2020).